# Didier Chaparro
Didier Alonso Chaparro López (Santa Rosa de Cabal, Risaralda, 7 de julio de 1987) es un ciclista profesional colombiano. Actualmente corre para el equipo colombiano Supergiros-Alcaldía de Manizales de categoría amateur.

## Palmarés
2009
- 1 etapa del Clásico RCN

2011
- 1 etapa de la Clásica Nacional Ciudad de Anapoima (Colombia)
- 1 etapa de la Vuelta a Santander (Colombia)

2012
- 1 etapa de la Clásica Nacional Ciudad de Anapoima (Colombia)

2014
- Clásica ciclística Ciudad de Facatativá (Colombia), más 1 etapa

2018
- 1 etapa del Clásico RCN
- Vuelta a Chiriquí[1]

## Equipos
- Orgullo Antioqueño (2019-2020)
- Supergiros-Alcaldía de Manizales (2021-)